# Dinesh Kumar (zapaśnik)
Dinesh Kumar (ur. 2 października 1995) – indyjski zapaśnik walczący w stylu klasycznym. Wicemistrz Wspólnoty Narodów w 2016. Trzeci na mistrzostwach Azji kadetów w 2014 roku.